# Juan Tomás Gandarias
Juan Tomás de Gandarias y Durañona (1870-1940), fue un empresario y político español.
Juan Tomás Gandarias fue un importante empresario y político vizcaíno de la primera mitad del siglo XX impulsó y participó en las más importantes empresas industriales, mineras y financieras de España como Altos Hornos de Vizcaya, Banco Urquijo, talleres de Guernica y otras muchas. Impulsó la industrialización del territorio y de España estando presente en, prácticamente, todos los sectores. Fue propietario de tierras y de medios de transporte y del periódico Nervión.
Realizó una gestión empresarial en el que se controlaba todo el proceso productivo basándose en un modelos de integración vertical. Propietario de minas de hierro, donde basaba su emporio, explotaba estas y realizaba todo el proceso hasta su explotación o conversión en bienes de consumo por medios propios.  Aun cuando el hierro era la base de sus industrias no dudó en participar e invertir en los nuevos sectores que comenzaban a desarrollarse en el país.
De ideología conservadora participó activamente en política, miembro fundacional de la Unión Liberal "La Piña", unión política de industriales vizcaínos monárquicos conservadores y de la Liga de Acción Monárquica en 1897. Diputado electo por Guernica desde 1896 hasta 1914 y luego senador vitalicio desde 1915 hasta 1923.
Rechazó títulos nobiliarios, fue nombrado hijo predilecto de Guernica y Luno y tanto en Portugalete, Sestao y Guernica hay calles con su nombre.

## Biografía
Juan Tomás Gandarias nació el 8 de marzo de 1870 en la población vizcaína de Portugalete en el País Vasco, España. Era el primogénito de los cinco que tuvieron Pedro Pascual Gandarias y Victoria Durañona. Sus abuelos paternos fueron Juan Tomás de Gandarias y Josefa Navea, naturales de Arrazua y los maternos: Juan de Durañona y Magdalena Santa Coloma, de Santurce y Baracaldo respectivamente.
Juan Tomás Gandarias nació en el seno de una importante familia industrial y minera de Vizcaya. Su padre, oriundo Arrazua, de la comarca de Urdaibai, que se trasladó a Portugalete para trabajar junto Juan Durañona Arrarte, importante industrial portugalujo que era suministrador de mineral de hierro a la ferrería de la familia donde se emparentó con Durañona casándose con su hija Victoria y entrando a administrar el negocio del mineral de hierro mediante la "Sociedad Durañona y Gandarias" que Juan Durañona constituyó el mismo día de la boda. Juan Tomás gestionó la herencia familiar.
Se licenció y doctoró en Derecho Civil y Canónico por la Universidad Central de Madrid y realizó otros estudios financieros e industriales. Se casó el 17 de mayo de 1900 con Cecilia Urquijo y Ussía hija del II marqués de Urquijo. Tuvieron siete hijos: Pedro Pascual, Juan Manuel, José, María Dolores, Ricardo, María Victoria y Antonio.
Igual que Juan Tomás, sus hermanos y hermanas también emparentaron con la nobleza y burguesía vizcaína, al igual que hicieron sus hijos. Su hermana Casilda se casó con José Joaquín Ampuero perteneciente a una familia duranguesa relacionada con el Banco de Bilbao y a numerosas empresas.
El 17 de febrero de 1901 muere su padre Juan Tomás se hace cargo de la herencia, un año después funda Altos Hornos de Vizcaya que a la postre sería una pieza clave de su emporio.
Participa en el ferrocarril Amorebieta-Bermeo, que llega en 1888 hasta Guernica y en 1893 hasta Pedernales donde Juan Tomás es dueño de la isla de Chacharramendi que dota de un elegante balneario. Siempre muy vinculado con Urdaibai, de donde provenía su familia, fue diputado por Guernica a Cortes desde legislatura que comenzó en 1899 hasta la que comenzó en 1914 casi ininterrumpidamente (salvo una legislatura) y mantuvo el control de los ayuntamientos de la comarca mediante la influencia de su partido político, a cuyos miembros denominaban "estasiñotarras". En 1915 Alfonso XIII le nombró senador vitalicio, puesto que mantuvo hasta 1923.
En 1913 impulsa la industrialización de la comarca de Urdibai promoviendo que el ayuntamiento de Guernica, cuyo alcalde Isidoro de León era hombre de su confianza y Gerente del ferrocarril de su propiedad, llegue a acuerdo con la empresa eibarresa Esperanza y Unceta fabricante de armas para que se ubique en la villa, pronto a esta empresa seguirían otras muchas como S.A. Los Pirineos de productos lácteos, Talleres de Guernica, S.A,  Joyería y Platería de Guernica S.A., Cerámica de Murueta S.A. y otras muchas empresas que lograron hacer de esa comarca un referente industrial internacional.
En 1919 funda la "Liga de Acción Monárquica" en la que agrupa a diferentes grupos monárquicos y conservadores, monárquicos liberales, mauristas, conservadores e independientes. También engloba todas las empresas de la familia en la "Sociedad Civil Viuda de Pedro Pascual de Gandarias e Hijos". Las numerosas empresas que componían la sociedad estaban dirigidas por él o por hombres de su confianza entre los que destacaron su tío, José Manuel de Arispe y Acaiturri, fundador del Banco de Comercio y consejero del Banco Bilbao y Francisco Pérez-Pons y Jover, Catedrático de Contabilidad General y de Empresas en la Escuela de Altos Estudios Mercantiles de Bilbao.
Durante la dictadura de Primo de Rivera se apartó de la política así como durante la II república, a excepción de la gestión puntual que realizó ante Indalecio Prieto, con quien mantenía amistad, para paliar mediante obra pública y subvenciones la crisis industrial y de empleo que se produzco entre los años 1931 y 1933 en Vizcaya.
Durante la Guerra Civil fue detenido en dos ocasiones, la primera el 9 de julio de 1936 en Portugalete y fue puesto en libertad unos días después, la segunda en Arrazua el 23 de agosto de 1936 y fue trasladado a la vecina Guernica donde le condujeron a pie por las calles del pueblo custodiado por milicianos armados. Trasladado a Bilbao fue puesto en libertad al día siguiente. Gandarias pudo pagar fianza en esas detenciones. También tenía amistad con Indalecio Prieto quien había sido trabajador suyo. Acabó refugiándose en San Juan de Luz (Francia) hasta final de la guerra.
Murió en su casa del Muelle de Churruca de Portugalete el 17 de julio de 1940 a los 70 años de edad. En su esquela solo figuró el título de "congregante de Nuestra Señora del Carmen".

## Participación política y asociaciones
Fue socio de la Liga Vizcaína de Productores, desde 1894 a 1904 como socio personal y a partir de 1906 en representación de La Basconia, y de la Liga Nacional de Productores la cual llegó a presidir. En 1923 cofundó la Federación de Industrias Nacionales que agrupaba a o más prestigioso del capitalismo y empresariado españoles.
Perteneció al Círculo Minero de Bilbao, formado por los más importante empresarios mineros, desde 1895 y lo presidió entre los años 1901 y 1904. En 1898 se crea la Unión Minera de España y Juan Tomás representa a Vizcaya.
Perteneció a las Cámaras de Comercio del litoral y participó en la Comisión Protectora de la Producción Nacional, constituida a partir de julio de 1917.
Formó parte de las comisiones del Congreso de Diputados que se encargaron de la unificación tributaria minera. Como diputado realizó una importante labor en las Cortes presentó enmiendas a proyectos de ley, realizó numerosas gestiones de índole económica y temas relacionados con infraestructuras, marítimas y portuarias entre los que se encuentran los proyectos de construcción de muelles en los puertos vizcaínos de Mundaca, Elanchove, Ea y Bermeo y del canal y puerto de Guernica, que no llegaron a culminarse.
En 1907 fue presidente de la Comisión de Peticiones, en aras de frenar la competencia industrial extranjera. fue quien creó, presentó y defendió el Proyecto de Ley de Protección a las Industrias que resultó aprobado. Fue un impulsor de la obra pública que impulso con el Real Decreto de 5 de agosto de 1914.

## Participación industrial por sectores

### Minería
La minería del hierro fue el origen del emporio industrial de los Gandarias. Explotaron minas de hierro en criaderos vizcaínos de Triano, Ollargan, Somorrostro y Bilbao. En Álava las de Barambio, en las sociedades Compañía Morro de Bilbao, Coto Teuler y otras. Tenían el cargadero de mineral en Olaveaga, en la ría del Nervión. En la minería del plomo participó en Sociedades como Argentífera de Córdoba, la Anglo Vasca, Alcaracejos, Almadenes o La Romana. Y en la del carbón fue accionista de Hulleras de Sabero.
Participó en la Compañía Minera Hispano-Africana.

### Siderurgia
La siderurgia fue una sector que Juan Tomás Gandarias cuidó mucho. La empresa principal fue Altos Hornos de Vizcaya pero también participó en Duro Felguera, La Basauri, en la Sociedad Española de Construcciones Metálicas (que posterioormente daría paso a CAF), en la Sociedad Española de Evaporación o en la Combustión Racional. También participó en la Sociedad Industrial Asturiana y en S.A. Aurrerá.

### Banca
Particvipó de manera activa en el sector bancario donde mantenía responsabilidades en el Banco Urquijo y Banco Urquijo Vascongado, en la Banca López Bru, en el Banco Central, en el Banco de Crédito de la Unión Minera. En los bancos de Bilbao y Vizcaya no participó directamente, aunque su cuñado y hombre de confianza José Manuel de Arispe y Acaiturri tenía elación íntima con ellos. También fue accionista del "Trust" Hispano Italiano, la Sociedad de Crédito Internacional, y los Bancos de Valencia, Asturiano, Hipotecario, de Burgos y del Comercio. El Banco del Comercio fue el depositario de sus negocios.

### Química
Participó en la empresa de Galdácano, Unión Española de Explosivos (que luego se denominó Unión Explosivos Río Tinto S.A. (UERT) y desde 1989 Ercros, en la Compañía Importadora de Neumáticos precursora de Firestone Hispania, de Basauri; en Patentes Flamma Carbo S.A., en La Papelera Española S.A. y en la Compañía Española de Destilación de Carbones.

### Transporte
La participación de Juan Tomás Gandarias en el transporte terrestre se concreta principalmente en el ferrocarril, participó en la Compañía de Bilbao a Portugalete y en la Cía. de FF. CC. del Norte, hoy integradas en RENFE; la compañía del ferrocarril de Amorebieta-Guernica-Pedernales; en Ferrocarriles Vascongados, base de lo que hoy es Euskotren. También participó en Ferrocarril de la Robla.
En el transporte por mar Gandarias participaba en la Compañía de Navegación Vasco Asturiana, encargada del transporte de carbones para Altos Hornos de Vizcaya. Por aire participó en el nacimiento de CLASSA, sociedad formada por UAE, Iberia y Ceta, y en las industriales Hispano Suiza, Hispano Aviación, entre otras.
También tuvo participación en la Sociedad Española de Construcción Naval, Naviera Sota y Aznar y en Naviera Vascongada, y en la Hispano-Suiza de Automóviles.

### Energía, telecomunicaciones y prensa
Participó en Electra de Castilla y en Hidroeléctrica Ibérica, así como en la Refinería de Petróleo de Gijón y en Campsa. Participó en la Compañía Popular de Gas y Electricidad.
Fundador de la empresa telefónica Ibérica de Telecomunicaciones que a la postre sería la Compañía Telefónica Nacional de España, actual Telefónica.
Fue propietario del diario bilbaíno El Nervión entre 1891 y 1937.

### Construcción
Participó en Española de Cementos Portland que luego sería Cementos Lemona, creó S.A. Cerámica de Murueta y participó en la cristalera Cie. Gle. des Verreries Espagnoles.

### Alimentación
Fundó la industria láctea Los Pirineos S.A. y participó en la Compañía Ostrícola de Canala, en aguas minerales de Betelu y en bodegas de vino en la Rioja. Participó en la Compañía Arrendataria de Tabacos.

## Algunos cargos que ocupó
Juan Tomás Gandarias estuvo ligado a muchas empresas de todos los sectores de la economía. Participó en la fundación de Altos Hornos de Vizcaya que fue una de las empresas claves de su emporio. LLegó a participar en 23 sociedades directamente y mediante testaferros en más.
Formó parte de los consejos de administración de “Talleres de Deusto”, fábrica “S.A. Basconia” y Ferrocarril” de “Amorebieta a Guernica y Pedernales”; Vicepresidente del Ferrocarril de “Bilbao a Portugalete” y Consejero de la fábrica “S.A. de Metalurgia y Construcciones Vizcaya La Vizcaya” y de las Sociedades “Anglo Vasco”, “Argentíferas”, “Alcaracejos” y “Almadenes”. Fue presidente del Círculo Minero de Bilbao y dueño del diario Nervión. Fundó, entre otras muchas, Altos Hornos de Vizcaya, la compañía Ibérica de Telecomunicaciones que fue la base de la actual Telefónica, Eléctrica de Castilla, la “Duro Felguera” y Banco Urquijo.
Vicepresidente
- Banco Urquijo Vascongado
- Unión Española de Explosivos
- Argentifera de Córdoba
- Ferrocarril de Bilbao a Portugalete
- Ferrocarriles Vascongados

Presidente
- Coto Teuler
- Minas de Alcaracejos
- Compañía Minera Morro de Bilbao
- Sociedad Minera La Romano
- Duro Felguera
- Altos Hornos de Vizcaya. Basauri
- S.A, Basconia
- Electra de Castilla
- Combustión Racional
- Sociedad Española de Construcciones Metálicas
- Sociedad Española de Evaporación
- Talleres de Deusto
- Talleres de Guemica
- Ferrocarril de Arnorebieta-Guemica-Pedemales
- Española de Cementos Porland